# Подвальное
Подвальное (укр. Підвальне) — село в Герцаевской городской общине Черновицкого района Черновицкой области Украины.
Население по переписи 2001 года составляло 730 человек. Почтовый индекс — 60541. Телефонный код — 3740. Код КОАТУУ — 7320780303.

## История
В 1946 г. Указом ПВС УССР село Бечешты переименовано в Подвальное.
До 2020 года входило в Герцаевский район